# Gol dell'anno AIC (femminile)
Il riconoscimento per il Miglior gol femminile AIC è un premio calcistico assegnato nella serata del Gran Galà del calcio AIC (noti in precedenza come Oscar del calcio AIC) dall'Associazione Italiana Calciatori.
È premiata la calciatrice autrice del gol più bello della precedente stagione calcistica della Serie A femminile. Il premio è stato istituito nel 2019, un anno dopo l'istituzione del riconoscimento riservato agli uomini.
Detentrice del premio è Manuela Giugliano della Roma, per il gol segnato contro il Sassuolo il 29 gennaio 2023.

## Formula
Fin dalla prima edizione del premio del 2019, gli organizzatori del Gran Galà selezionano un numero variabile di gol. Le reti selezionate vengono poi votate direttamente sul sito della manifestazione dai tifosi. Il gol che riceve più preferenze vince il premio.

## Albo d'oro
| Edizione | Giocatrice        | Squadra       | Partita                            |
| -------- | ----------------- | ------------- | ---------------------------------- |
| 2019     | Thaisa Moreno     | Milan         | Milan - Juventus (4 novembre 2018) |
| 2020     | Non assegnato     | Non assegnato | Non assegnato                      |
| 2021     | Barbara Bonansea  | Juventus      | Juventus - Empoli (20 agosto 2020) |
| 2022     | Martina Rosucci   | Juventus      | Juventus - Roma (2 ottobre 2021)   |
| 2023     | Manuela Giugliano | Roma          | Roma - Sassuolo (29 gennaio 2023)  |

### Statistiche

#### Vittorie per squadra
| Pos. | Squadra  | Premi |
| ---- | -------- | ----- |
| 1    | Juventus | 2     |
| 2    | Milan    | 1     |
| 2    | Roma     | 1     |

#### Vittorie per nazionalità
| Pos. | Nazionalità | Premi |
| ---- | ----------- | ----- |
| 1    | Italia      | 3     |
| 2    | Brasile     | 1     |